# Kraft I. (Hohenlohe-Weikersheim)

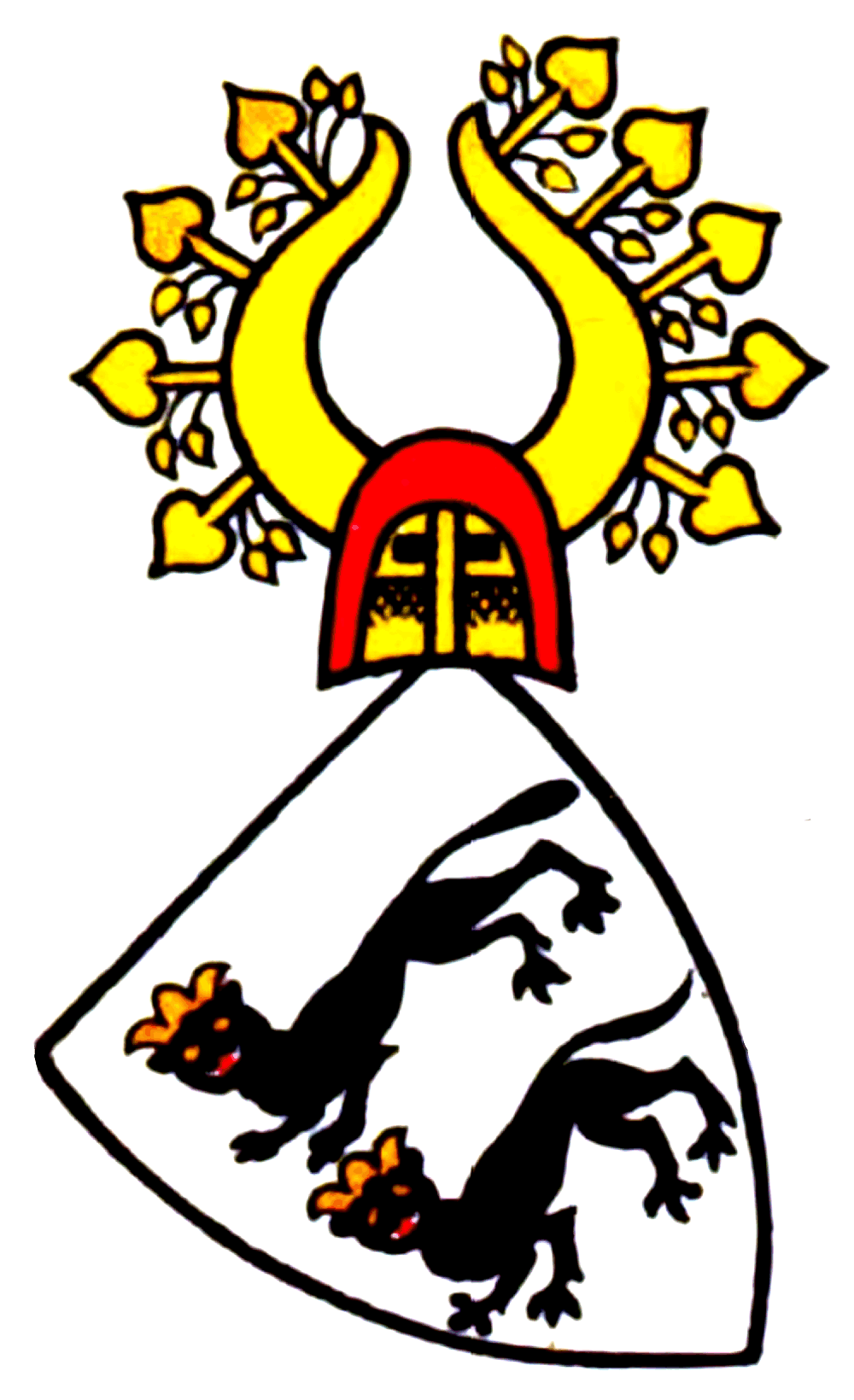
Kraft I. war Herr von Hohenlohe-Weikersheim

Kraft I. von Hohenlohe (* um 1240; † 19. Dezember 1313) war ein fränkischer Edelmann und Ritter und ist Stammvater sämtlicher Mitglieder des Hauses Hohenlohe, die nach 1412 lebten.

## Abstammung
Kraft I. von Hohenlohe-Weikersheim war ein Sohn des fränkischen Edelmannes Gottfried I. von Hohenlohe (* um 1190; † 1254 oder 1255) und dessen Frau Richza von Krautheim († um 1262). Kraft I. hatte die beiden Brüder Albrecht I. von Hohenlohe-Uffenheim († um 1269) und Konrad von Hohenlohe-Röttingen († 1277).

## Herrschaft in den eigenen Territorien

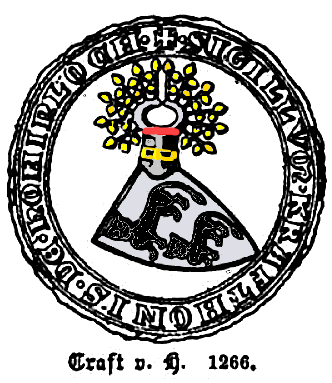
Kraft von Hohenlohe, Wappen nach Siegel von 1266

Kraft I., der seit 1256 in Urkunden auftaucht, regierte auf den ererbten väterlichen Gütern um Weikersheim, Langenburg und Öhringen. Durch Kauf und Verkauf von Grund und Boden konzentrierte er den ererbten Streubesitz nach und nach um die eigenen Burgen. Er hatte zudem die Vogtei über das Öhringer Stift erhalten. Um 1275 erwarb er Ingelfingen im Kochertal und die darüber liegende Burg Lichteneck. 1290 fiel ihm durch das Aussterben der Linie seines Bruders Konrad die Stadt Röttingen und Burg Reichenberg zu. Die Heirat mit Agnes von Württemberg brachte um 1295 Herrschaft und Burg Lobenhausen ein. Kraft wurden zudem für 600 Mark Silber Reichsgüter zu Heidingsfeld und Würzburg verpfändet.

## Zeit des Interregnums
Anders als der Vater Gottfried I. ergab sich für Kraft I. nach dem Niedergang der Staufer zunächst keine Möglichkeit, in den Dienst eines mächtigen Königs zu treten. Während der Zeit des Interregnums beteiligte sich Kraft I. an den Auseinandersetzungen des Bischofs von Würzburg mit den Bewohnern seiner Stadt und dann an den Kämpfen gegen das auf Expansion bedachte Haus der Grafen von Henneberg. Diese Konflikte fanden in den Jahren 1265 und 1266 statt.
Kraft I. wurde mit seinem Bruder Konrad von Hohenlohe-Röttingen Burgmann des Würzburger Bischofs Iring von Reinstein-Homburg auf der Festung Marienberg, die seit 1253 die Residenz der Würzburger Fürstbischöfe war. Die Brüder stellten sich in den Dienst des Bischofs und versprachen Gefolgschaft im Kampf gegen die aufsässigen Bürger der Stadt Würzburg oder gegen die Ausdehnungsbestrebungen der Grafen von Henneberg im nördlichen Teil des Herzogtums Franken. Dafür sollten sie jederzeit unentgeltlich 30 Ritter und 10 Armbrustschützen stellen.
Am 8. August 1266 beteiligte sich Kraft I. mit weiteren Vertretern des Hauses Hohenlohe an der Cyriakus-Schlacht, die auf Seiten des Bischofs von Würzburg unter dem Oberbefehl von Krafts Bruder Albrecht I. von Hohenlohe-Uffenheim stand und nicht zuletzt durch den Einsatz des Würzburger Fußvolks gegen das Ritteraufgebot der Grafen von Henneberg siegreich verlief.

## Im Dienst von König Rudolf von Habsburg
Nach der Wahl des neuen Königs Rudolf von Habsburg im Jahre 1273 trat Kraft I. unverzüglich in dessen Dienste. Nach der Thronbesteigung des Habsburgers musste Kraft I. jedoch die an seinen Vater verpfändete Stadt Rothenburg ob der Tauber wieder an den König herausgeben und auch akzeptieren, dass Schwäbisch Hall in der Nachbarschaft seiner Territorien Reichsstadt wurde und somit dem Zugriff durch das Haus Hohenlohe dauerhaft entzogen war. Als Entschädigung wurde Kraft I. 1274 für fünf Jahre königlicher Landvogt von Wimpfen und später von Rothenburg ob der Tauber. Im Jahre 1275 folgte Kraft I. mit seinen Verwandten dem Aufruf des Königs zum Feldzug in Richtung Wien, wo dieser 1276 die Unterwerfung des widerständigen Königs von Böhmen, Ottokar II. Přemysl, entgegennahm. Kraft kehrte erst 1277 von Österreich in die Heimat zurück.
Im Juni 1278 kamen Kraft I. und sein Neffe Gottfried sowie Krafts Vetter Gottfried von Brauneck einem erneuten Aufruf König Rudolfs zum Zug nach Österreich gegen König Ottokar von Böhmen nach. In der Schlacht auf dem Marchfeld am 26. August 1278 verhalfen sie König Rudolf zum Sieg und leisteten somit einen historisch wichtigen Beitrag zum Aufstieg des Hauses Habsburg.
Für das Jahr 1281 ist ein Treffen von Kraft I. mit König Rudolf in Nürnberg bezeugt. Im September 1287 zog Kraft I. mit den Truppen König Rudolfs zur Burg Herwartstein. Die Burg wurde im Oktober 1287 eingenommen. Im Januar 1288 weilte Kraft I. in Mainz am Hof des Königs Rudolf. Im November und Dezember 1290 nahm Kraft I. am Reichstag des Königs in Nürnberg teil. 

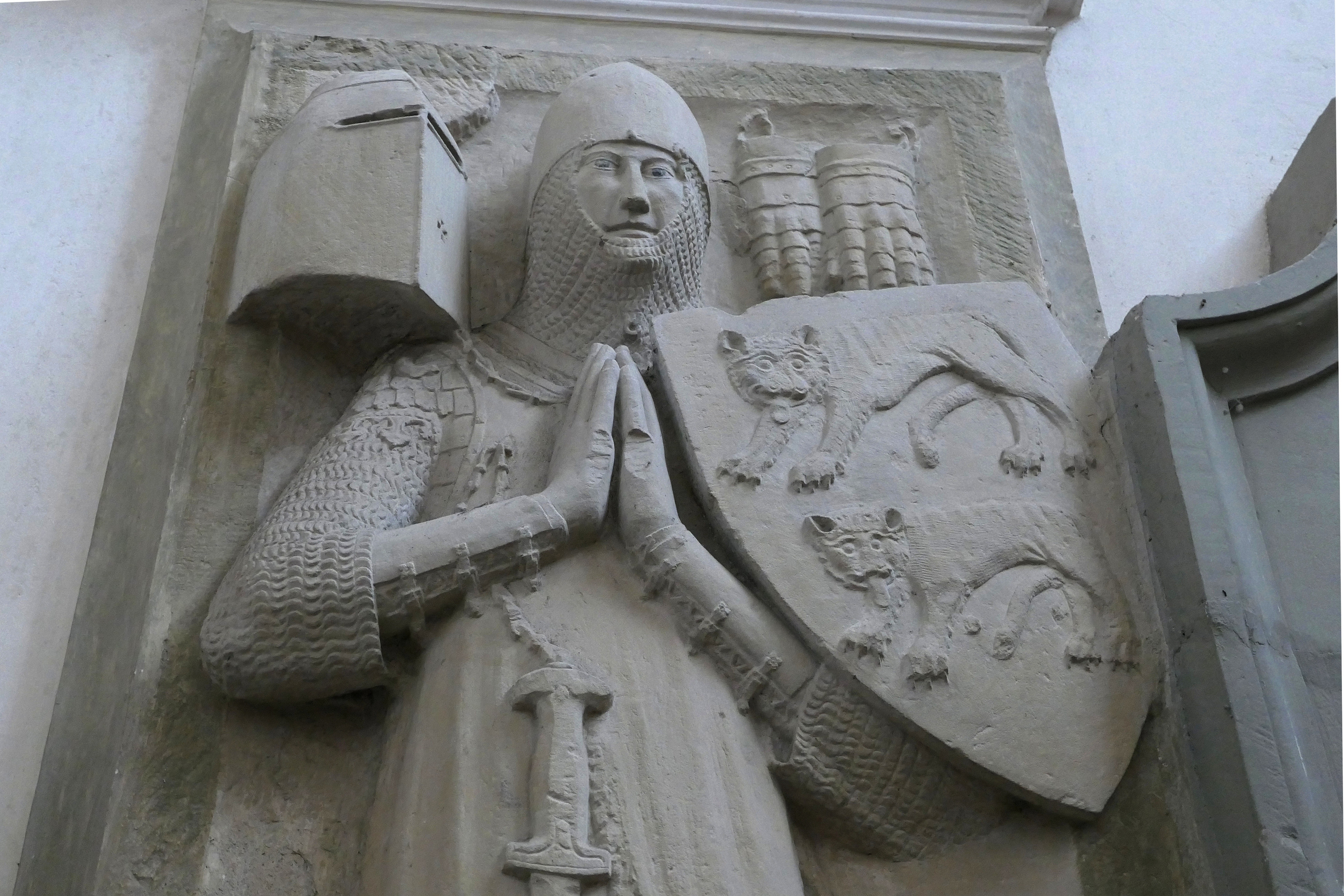
Krafts Neffe Albrecht von Hohenlohe zu Möckmühl (um 1268–1338), Epitaph im Kloster Schöntal

Bei dem Turnier, das dabei veranstaltet wurde, forderte der 23-jährige Ludwig von Bayern (* 1267; † 1290), ältester Sohn von Herzog Ludwig dem Strengen, Krafts Neffen Albrecht II. von Hohenlohe-Möckmühl zum Tjost. Dabei verletzte Albrecht II. von Hohenlohe den Prinzen Ludwig von Bayern mit seiner Lanze so schwer am Hals, dass dieser an der Verletzung 10 Tage später verstarb.

## Spätere Jahre
Im Jahre 1298 brach in Krafts Stadt Röttingen das Rintfleisch-Pogrom aus. Dieser schreckliche Massenmord an Juden, der hauptsächlich im Herzogtum Franken, aber auch in Teilen der Oberpfalz und in Altbayern, verübt wurde, geht auf Gerüchte über einen angeblichen Hostienfrevel in Röttingen zurück. Aus erhaltenen Urkunden geht hervor, dass Kraft I. von Hohenlohe-Weikersheim bei einigen Juden derart verschuldet war, dass er diese kaum noch hätte abtragen können. Es gibt daher Spekulationen, dass die Gerüchte über den angeblichen Hostienfrevel in Röttingen gezielt aus dem Umfeld des Schuldners gekommen sein könnten, um auf diese Art die lästigen Gläubiger loszuwerden.
Am Feldzug von König Albrecht I. gegen den Mainzer Erzbischof Gerhard II. von Eppstein in den Jahren 1301 und 1302 nahmen Kraft I. und Albrecht von Hohenlohe sowie Gottfried von Hohenlohe-Brauneck teil.

## Familie
Kraft I. hat dreimal geheiratet. Aus den drei Ehen gingen insgesamt fünf Söhne und sechs Töchter hervor.
Kraft I. erste Frau war Willeborg von Wertheim († 8. Januar 1279), die Tochter des Grafen Poppo III. von Wertheim († 1260) und der Kunigunda von Rineck († 1288). Das Paar hatte drei Söhne:
- Poppo (* ca. 1270; † 1284)
- Gottfried († 1309), 14. Hochmeister des Deutschen Ordens
- Konrad († zwischen 17. Februar 1329 und 5. Januar 1330), Herr von Hohenlohe, Burg Schüpf, Röttingen und Lobenhausen, heiratete zuerst eine namentlich unbekannte Frau und danach in zweiter Ehe am 1. Mai 1313 Elisabeth von Oettingen († 1333), die Tochter des Grafen Ludwig V. von Oettingen († 1313) und der Gräfin Maria von Zollern-Nürnberg († 1299)

Kraft hatte nach 1280 ein zweites Mal geheiratet. Es war dies Margarete von Truhendingen († 11. November 1293/1294), die Tochter des Grafen Friedrich I. von Truendingen-Dillingen und der Margarete von Andechs-Meran. Sie hatten einen Sohn und fünf Töchter:
- Kraft II. (* um 1280; † 3. Mai 1344), Graf von Hohenlohe-Weikersheim, verheiratet am 21. Dezember 1306 mit Adelheid Mechthild von Württemberg (* 1295; † 1342), Tochter des Grafen Eberhard II. von Württemberg († 1325) und seine dritte Frau Markgraf Irmgard von Baden († 1320), Tochter des Markgrafen Rudolf I. von Baden
- Richtz († 1337), war zuerst verheiratet mit Engelhard von Weinsberg († 1316), in zweiter Ehe verheiratet seit dem 13. November 1316 mit Graf Poppo X. (IX.) von Henneberg († 1348), dem Sohn des Grafen Heinrich IV. von Henneberg-Römhild († 1317) und der Kunigunda von Wertheim
- Adelheid († 1340), war zuerst verheiratete mit Graf Konrad V. Schupf-Oettingen († 1313) und in zweiter Ehe seit dem 12. Januar 1316 verheiratet mit Graf Ludwig VIII. von Rineck († 1333). Eine dritte Ehe ging sie am 1. Juni 1337 mit Ulrich II. von Hohenlohe-Brauneck-Haltenbergstetten († 1345) ein.
- Tochter, die als Nonne in Rothenburg 1323 genannt wurde
- Tochter, die als Nonne in Gerlachsheim 1323 genannt wurde
- Tochter, die als Nonne in Zimmern am Reese 1323 und 1343 bezeugt ist

Kraft I. heiratete zum dritten Mal an einem Datum vor dem 3. Juli 1295 Agnes von Württemberg († 27. September 1305), Tochter des Grafen Ulrich I. von Württemberg († 1265) und seiner ersten Frau Mechthild von Baden († 1258). Agnes war Witwe des Grafen Konrad IV. von Oettingen († 1279) und des Grafen Friedrich VI. von Truhendingen († 1290). Kraft I. und Agnes hatten folgende Kinder:
- Gottfried von Hohenlohe-Möckmühl (* 1294; † 1339), verheiratet seit dem 3. November 1319 mit Elisabeth von Eberstein (* um 1310; † 1381), Tochter des Grafen Popo II. von Eberstein († 1329) und der Uta von Dietz-Weilnau († 1317)
- Agnes von Hohenlohe († 1342), verheiratet am 3. November 1319 mit Ulrich II. von Hanau († 1346)

Bemerkenswert ist, dass es hier zwei Halbbrüder gab, die den gleichen Vornamen Gottfried hatten.